# Morti nel 1150
| Questa pagina contiene informazioni ricavate automaticamente dalle voci biografiche con l'ausilio del template Bio e di un bot. L'aggiornamento è periodico e automatico e ricostruisce completamente la pagina. Se manca una persona in questa lista, sei pregato di non aggiungerla, ma accertati piuttosto che la sua voce biografica contenga il template Bio e che i dati anagrafici siano correttamente compilati. Se il template Bio manca, inseriscilo tu stesso o, in alternativa, metti l'avviso {{tmp\|Bio}} che ne segnala la mancanza. Se i dati riportati sono sbagliati, correggi direttamente la voce biografica; le modifiche saranno visibili in questa lista entro pochi giorni. Per chiarimenti vedi il progetto biografie. La lista contiene solo le 13 persone che sono citate nell'enciclopedia e per le quali è stato implementato correttamente il template Bio. Pagina aggiornata al 10 mar 2025. |

- 19 febbraio - Ibn Masal
- 8 agosto - Famiano, monaco cristiano tedesco
- 15 agosto - Guido da Vico, cardinale italiano
- 27 agosto - Guarino di Sion, vescovo cattolico e santo francese
- 25 novembre - García IV Ramírez di Navarra, re
- Adelasia di Adernò, nobile normanna
- Elena Alanka, nobildonna russa (n. 1100)
- Enrico Berengario Hohenstaufen, re (n. 1137)
- Jabir ibn Aflah al-Ishbili, matematico e astronomo arabo
- Teobaldo Roggeri, italiano
- Ottone I di Salm, nobile tedesco
- Robert de Sigello, politico e vescovo cattolico inglese
- Giovanni da Oppido, compositore e viaggiatore italiano (n. 1070)